# Episodi di Jamie Johnson (quarta stagione)
Gli episodi della quarta stagione di Jamie Jonhson sono stati trasmessi in Italia su Rai Gulp, nell'anno 2020.
| N° | Titolo Originale    | Titolo Italia | Prima TV Originale | Prima TV Italia |
| -- | ------------------- | ------------- | ------------------ | --------------- |
| 1  | Field of Dreams     |               | 11 aprile 2019     | 2020            |
| 2  | Hidden Talents      |               | 18 aprile 2019     | 2020            |
| 3  | Catch               |               | 25 aprile 2019     | 2020            |
| 4  | Some You Win        |               | 2 maggio 2019      | 2020            |
| 5  | Son and Heir        |               | 9 maggio 2019      | 2020            |
| 6  | A Friend in Need    |               | 16 maggio 2019     | 2020            |
| 7  | The Anniversary     |               | 23 maggio 2019     | 2020            |
| 8  | Matchmaking         |               | 30 maggio 2019     | 2020            |
| 9  | Pressure Point      |               | 6 giugno 2019      | 2020            |
| 10 | The Lost Boys       |               | 13 giugno 2019     | 2020            |
| 11 | Phoenix Reunited    |               | 20 giugno 2019     | 2020            |
| 12 | Game of Two Halves  |               | 27 giugno 2019     | 2020            |
| 13 | Fair Play           |               | 27 giugno 2019     | 2020            |
| 14 | The Real Gothia Cup |               | 29 giugno 2019     | 2020            |